# Polypodium helleri
Polypodium helleri là một loài dương xỉ trong họ Polypodiaceae. Loài này được Underw. mô tả khoa học đầu tiên năm 1897.
Danh pháp khoa học của loài này chưa được làm sáng tỏ. 